# François Jean de Preissac
Pour les articles homonymes, voir Preissac (homonymie).
François-Jean de Preissac est un militaire et homme politique français né le 22 décembre 1778 à Montauban (Tarn-et-Garonne) et décédé le 6 mai 1852 à Montauban.

## Biographie
Après une carrière militaire qu'il termine comme colonel, il est conseiller général et député de Tarn-et-Garonne de 1822 à 1831, siégeant d'abord dans la majorité puis basculant dans l'opposition. Il est signataire de l'adresse des 221 et se rallie à la monarchie de Juillet. Il est préfet de la Gironde de 1830 à 1833 et de 1836 à 1838. Il est pair de France de 1831 à 1848. 
Il est le père de Paul de Preissac et l'oncle de Léon de Maleville.

## Sources
- « François Jean de Preissac », dans Adolphe Robert et Gaston Cougny, Dictionnaire des parlementaires français, Edgar Bourloton, 1889-1891 [détail de l’édition]